# Pacifisme chrétien
Le pacifisme chrétien est un courant de pensée et d'action à l'intérieur du christianisme. Il désigne, au moins, le refus de la participation à la mise à mort d'un être humain à la guerre pour motif de conscience, et plus largement, le refus d'utiliser des moyens violents pour se défendre, parvenir à ses fins ou opposer une résistance.
Bien qu'étant la position d'origine des premiers chrétiens, le pacifisme est considéré comme la position minoritaire au sein des Églises chrétiennes, la position dominante dans l'histoire de l'Église étant la doctrine de la guerre juste.
Ce refus d'attenter à la vie de la personne humaine se fonde sur l'un ou plusieurs des aspects bibliques-théologiques suivants : 
l'être humain comme créature et image de Dieu à ne pas tuer (Ge 1.27 ; Ge 9.5-6)
la parole du Décalogue (Ex 20,13) : « Tu ne tueras point », et l'extension de son champ d'application
l'enseignement du Christ (« Ne vous opposez pas [violemment] au mal » (Mt 5.39) ; « Aimez vos ennemis » (Mt 5.44)
l'exemple de la vie du Christ (1 Pi 2.21-23)
la mort du Christ interprétée comme don de soi et comme manière de répondre au mal (Rm 5.6-10)
la résurrection du Christ vue comme la justification par Dieu de la manière de vivre du Messie (Phil 2.6-11)
l'enseignement des apôtres (« Soyez en paix avec tous »  (Rm 12.18) ; « Sois vainqueur du mal par le bien » (Rm 12.21))
Le pacifisme chrétien rejoint aujourd'hui l'ensemble de ce qui peut se désigner par le vocable de non-violence et qui se décline en dialogue, résolution de conflits, médiation, protestation non-violence, justice restaurative, etc.
Le pacifisme chrétien et la non-violence sont notamment connu en milieu catholique à travers les efforts de pacification de la communauté de Sant'Egidio et les nombreuses missions diplomatiques de Jean-Paul II[réf. nécessaire]. Au sein du protestantisme, la résistance spirituelle au nazisme suscitée par le pasteur André Trocmé autour du Chambon-sur-Lignon, le combat de Martin Luther King pour les droits civiques, les Équipes chrétiennes d’action pour la paix (en) (Christian Peacemaker Teams), ou encore le pardon accordé par la communauté amish après la tuerie dans l'école de Nickel Mines en Pennsylvanie ont largement popularisé la non-violence.

## Âges apostoliques
Les sociétés paléochrétiennes refusaient de porter les armes, même pour défendre Rome, en invoquant le passage de la Passion où Jésus, que Pierre cherche à défendre par l'épée, ordonne à Pierre de ranger celle-ci en précisant que qui utilise l'épée périra par l'épée.

## Âge patristique

### Martin de Tours
Saint Martin (316-397), soldat converti alors qu'il est engagé dans l'armée par un contrat de 25 ans, demande à ne pas participer à l'attaque de Worms contre les Alamans. « Je suis soldat du Christ, il ne m’est plus permis de combattre. », déclare-t-il. Traité de lâche par l'empereur Julien, il décide alors de marcher en tête de ses troupes, sans autre arme qu'une croix, mais il se trouve que les adversaires se rendent avant l'assaut. (Martin sera libéré de son contrat à l'âge de quarante ans.)

### Ambroise de Milan
Saint Ambroise (340-397) fait montre d'une vision plus romaine des choses : « La force sans la justice est matière d'iniquité. Est pleine de justice la force qui, à la guerre, protège la patrie contre les barbares. » Néanmoins, le pouvoir temporel reste sous étroite surveillance : la ville de Thessalonique s'étant révoltée contre son gouverneur et l'ayant tué, l'empereur (chrétien) Théodose Ier ordonne le massacre des habitants, innocents ou coupables, et sept mille personnes périssent.
Saint Ambroise écrit aussitôt à Théodose pour lui signifier la gravité de sa faute et le prévenir que, jusqu'à ce qu'il l'expie par la pénitence, il est exclu de facto de la communauté. Quand l'empereur se présente à l'église, Ambroise lui en interdit l'entrée. L'empereur rappelle le pardon accordé jadis au roi David. « Vous l'avez imité dans son péché, répond saint Ambroise, imitez-le dans sa pénitence ». Il lui impose l'obligation de promulguer une loi portant que toute sentence de confiscation ou de mort ne deviendra exécutoire qu’au bout de trente jours, après avoir été de nouveau examinée et confirmée. Après huit mois de louvoiement, Théodose se soumet

### Augustin d'Hippone
Saint Augustin (354-430) renchérit : « Que trouve-t-on à blâmer dans la guerre ? Est-ce le fait qu'on y tue des hommes qui doivent mourir un jour afin que les vainqueurs soient maîtres de vivre en paix ? Faire ce reproche à la guerre est le fait d'homme pusillanimes et non d'hommes religieux. Ce qu'on blâme dans la guerre c'est le désir de nuire, la cruauté de la vengeance, une âme inapaisée et implacable, la fureur des représailles, la passion de la domination et autres sentiments semblables. » Augustin estime que tuer un homme (y compris soi-même) n'est pas une faute quand Dieu l'ordonne, en citant, entre autres, l'exemple de Samson (La Cité de Dieu, livre I).

## Âge scolastique
Dans la Somme théologique, Thomas d'Aquin (1228-1274) examine les conditions de licéité d'une guerre et pose trois exigences : l'autorité du prince, la cause juste, et l'intention droite.
Il y considère aussi qu'une société est « un donné de la nature » ; une société de païens n'est pas moins légitime qu'une société chrétienne. Une souveraineté païenne est donc possible, y compris sur des chrétiens. On ne peut donc considérer comme sainte au seul prétexte qu'on la ferait à des infidèles (ce en quoi la position affichée du catholicisme diffère donc de celle de l'islam).
Enfin, il admet la légitimité du régicide face au « tyran d’exercice » ou au « tyran d’usurpation ».

## Églises issues de la Réforme
Certaines églises issues de la Réforme protestante sont adeptes d’un pacifisme radical. Parmi ces églises, on peut citer :
- Les Églises dites traditionnellement pacifistes (Historic Peace Churches)
  - Le Mennonitisme
  - La Société religieuse des Amis (quakers)
  - Les Brethren
- L'Église de Dieu (Septième Jour)
- Les Églises baptistes du Septième Jour

Beaucoup de ces églises ont donné naissance à des activités de pacification, comprises comme une réconciliation entre des parties que des conflits auraient séparées. Elles essaient de reconstruire un lien social en réformant les comportements individuels quotidiens, sans chercher à modifier directement les structures ou les politiques. Pour eux, le changement social est induit par la modification du comportement de quelques individus. Cette approche suscite une étroite imbrication entre les langages religieux et politiques, mêlant rituels religieux, évolutions personnelles, ou thérapies. Ces techniques sont adaptables à de nombreux contextes, et leurs promoteurs n'hésitent pas à se séparer de leurs origines religieuses pour se développer.
Le pacifisme protestant a pris un nouvel essor à partir de 1914 avec la création de l'IFOR International Fellowship of Reconciliation, dont la branche française est le Mouvement international de la réconciliation. Œcuménique dès l'origine puisqu'ouvert à toutes les confessions protestantes, le mouvement s'est ensuite ouvert aux catholiques puis, dans les années 1970, à l'occasion de la création de branches en Asie et au Moyen-Orient, à des membres de différentes religions (juifs, musulmans, bouddhistes. Six membres de l'IFOR ont reçu le Prix Nobel de la paix dont Albert Luthuli en 1960, Martin Luther King en 1964, Mairead Corrigan Maguire en 1976 et Adolfo Pérez Esquivel en 1980.
C'est également après la Guerre de 1914-1918 que se constitue le Service civil international autour des idées du Suisse Pierre Cérésole. Cette organisation pacifiste a pour objectif de promouvoir la paix au travers de travaux concrets, essentiellement par des chantiers de volontaires regroupant des hommes et des femmes d'origines sociales, religieuses, ethniques et d'âges différents. Elle associe la réflexion au travail manuel.
On peut également citer les convictions pacifistes courageuses du pasteur Heino Falcke, qui a accompagné les objecteurs de conscience face à la répression policière en RDA dans les années 1960 à 1989, et protesté contre la militarisation à outrance du régime est-allemand.

## Enseignement moderne catholique
Dans le Catéchisme en 2003, la légitime défense par la force militaire est considérée comme acceptable à condition :
- « que le dommage infligé par l'agresseur à la nation ou à la communauté des nations soit durable, grave et certain ;
- que tous les autres moyens d'y mettre fin se soient révélés impraticables ou inefficaces ;
- que soient réunies les conditions sérieuses du succès ;
- que l'emploi des armes n'entraîne pas des maux et des désordres plus graves que le mal à éliminer. La puissance des moyens modernes de destruction pèse très lourdement dans l'appréciation de cette condition. »

Dans son encyclique Fratelli Tutti publiée le 4 octobre 2020, le pape François, écrit :

« Nous ne pouvons donc plus penser à la guerre comme une solution, du fait que les risques seront probablement toujours plus grands que l’utilité hypothétique qu’on lui attribue. Face à cette réalité, il est très difficile aujourd’hui de défendre les critères rationnels, mûris en d’autres temps, pour parler d’une possible « guerre juste». Jamais plus la guerre ! »

— Pape François, Fratelli Tutti, https://eglise.catholique.fr/vatican/encycliques/lencyclique-fratelli-tutti, Septième chapitre : Des parcours pour se retrouver, § 258, consulté le 9 avril 2021
Il précise en note : « Nous ne soutenons plus aujourd’hui » le concept de « guerre juste » forgé par Saint Augustin. Il rappelle la phrase du pape Jean XXIII « Il devient impossible de penser que la guerre soit le moyen adéquat pour obtenir justice d’une violation de droits. »

## Rapport avec la violence
Le rapport entre l'Église et la violence reste ambigu. Si elle motiva certain combat au nom de la justice et de la liberté de conscience (reconquête de Jérusalem que les Musulmans conquérants avaient interdit aux pèlerins chrétiens, croisade contre les Cathars après que ces derniers eurent assassiné le représentant du pape venu négocier), l’Église ne put jamais empêcher les Seigneurs de guerre de mener leurs propres buts. Le discours religieux fut souvent le paravent pratique des ambitions d'hommes aux idées beaucoup moins charitables. Simon de Montfort et les Seigneurs du Nord de la France profitèrent de l'aubaine que représentait la croisade contre les Albigeois, pour se tailler des domaines dans le midi. Venise profita de la 4e croisade pour mener le sac de Constantinople, alors chrétienne, en 1202.

## Débats et critiques
Le pacifisme chrétien étant la position minoritaire au sein du christianisme, il suscite débat, objections et contre-arguments. Les termes du débat incluent les aspects suivants : 
- On reproche au pacifisme chrétien une forme de passivité face au mal, se traduisant par de l'irresponsabilité envers la protection des innocents. En réponse, les pacifistes chrétiens invoquent le fait de contribuer au bien commun d'autres manières (éducation à la paix, prévention des conflits, médiation, aide humanitaire, résolution de conflits), s’engagent dans des actions non-violentes actives ou militent en faveur de moyens de défense civils.
- Ses critiques imputent au pacifisme chrétien une forme d’idéalisme et de naïveté envers la réalité et la puissance du mal. En réponse, les pacifistes chrétiens estiment qu’il est plus réaliste de recourir aux moyens de la non-violence active et de la diplomatie plutôt qu’à la guerre.
- Le pacifisme chrétien serait une forme de supériorité morale qui conduit à ne pas « se salir les mains ». En réponse, les pacifistes chrétiens estiment avoir vocation à agir par des moyens en cohérence avec la fin recherchée et invoquent les cas de personnes ayant connu le martyre en conséquence de leur refus de recourir à la violence armée.

Les termes du débat classique entre guerre juste et pacifisme ont évolué ces dernières années vers le concept de « responsabilité de protéger » (en anglais Responsability to Protect - R2P), concept développé au sein de l’Organisation des Nations Unies et repris par le Conseil œcuménique des Églises. La « responsabilité de protéger » des populations en danger par des interventions militaires a suscité en réaction des réflexions sur le concept de « paix juste » dans les milieux pacifistes chrétiens.
Les réflexions sur le pacifisme chrétien et la doctrine de la guerre juste convergent dans le constat suivant : le recours à la violence armée doit être repoussé le plus possible et constituer de facto un dernier recours, après avoir mis en œuvre les moyens de la non-violence active de manière concertée et massive, en y apportant des moyens financiers équivalents à ceux qui sont consacrés à une intervention armée.